# Krausisme
Het krausisme is een panentheïstische, humanistische stroming welke in de 19de eeuw in Spanje sterk opgang maakte. De stroming baseerde zich op de opvattingen van de Duitse filosoof Karl Christian Friedrich Krause op het gebied van sociale hervormingen.